# Kærestesorg
 Denne artikel omhandler hjertekvaler. Opslagsordet har også en anden betydning, se Kærestesorger (film).
Kærestesorger (også kaldet hjertekvaler og meget andet) er en emotionel tilstand, som historisk set er blevet betragtet som en psykisk sygdom som fremkommer af de intense forandringer af følelser der forekommer ved forelskelse. Ibn Sena så besættelse som det første symptom på kærestesorger. Kærestesorger fremstår som en psykisk sygdom, og nogle mennesker lider mere af den end andre gør, og derfor rammes nogen hårdere end andre. 
| Psi | Spire Denne artikel om psykologi er en spire som bør udbygges. Du er velkommen til at hjælpe Wikipedia ved at udvide den. |